# Aviones (película)
Aviones (título original en inglés: Planes) es un spin-off de la película de animación de 2006 Cars. La película fue producida por DisneyToon Studios, siendo inicialmente planeada para ser lanzada directamente para video al igual que la mayoría de películas del estudio, pero finalmente fue estrenada en los cines el 9 de agosto de 2013.

## Argumento
Dusty Crophopper/Fumigavión es un avión fumigador que trabaja en un campo de sembradíos y practica para ser un competidor. Sus sueños son desdeñados por su jefe Leadbottom y su amiga, la montacargas mecánica Dottie. Sin embargo, lo apoya su amigo Chug, un camión de combustible. Dusty y Chug entrenan para las clasificatorias para el próximo rally Alas por el Mundo. La noche antes de las clasificatorias, Dusty le pide a un viejo y huraño avión de guerra llamado Skipper Riley que lo enseñe a volar bien, pero Skipper se niega. Dusty entra a las clasificatorias, y aunque la audiencia se burla de él por ser un fumigador, se las arregla para impresionarlos por sus maniobras bien practicadas. Sin embargo, llega al sexto lugar, por lo que no logra entrar al rally. Sin embargo, se encuentra una sustancia ilegal dentro de uno de los clasificados, por lo que este es descalificado y Dusty logra entrar a la carrera.
A la mañana siguiente, Skipper visita a Dusty y trata de convencerlo de que no compita, pero Dusty le explica que él quiere ser más que solo un fumigador, por lo que Skipper finalmente decide entrenarlo en su agilidad y velocidad. Mientras entrenan, Dusty sufre un ataque de vértigo y admite que le tiene miedo a las alturas. A pesar de esto mientras que le retocan el motor, su entrenamiento prosigue y cuando es completado, Dusty se dirige a la reunión de la carrera en el Aeropuerto John F. Kennedy, donde se hace amigo de un excéntrico, pero leal avión competidor mexicano llamado El Chupacabra, quien se enamora de la hermosa competidora brasileña llamada Rochelle/Carolina, quien no muestra interés en él. Dusty luego se hace rival del malvado y arrogante tricampeón Ripslinger, quien groseramente lo desprecia por ser solo un fumigador. También se enamora de una competidora india llamada Ishani quien lo apoya. Durante la primera etapa de la carrera desde Nueva York hasta Islandia, Dusty llega en último lugar debido a que se niega a volar alto y las gélidas temperaturas hacen que se congele. Durante la segunda etapa de la carrera hasta Alemania, Dusty muestra un buen espíritu deportivo salvando a otro competidor, el británico Bulldog, de estrellarse al quedarse ciego, debido a que unos de sus motores explota y salta aceite sobre sus ojos. A pesar de haberse ganado el respeto de Bulldog, vuelve a terminar en último lugar. En Alemania, conoce a Franz/Von Fliegenhosen, un pequeño auto volador que le aconseja que remueva su rociador para poder volar más rápido. Así, Dusty salta hasta el octavo lugar.
En India, Ishani y Dusty dan un paseo juntos y ella le da a Dusty un consejo sobre cómo volar a través de los Himalayas siguiendo una vía férrea. Sin embargo, luego de encontrar un túnel y apenas volar a través de él en donde casi muere al esquivar un tren que venía en sentido contrario, se da cuenta de que Ishani deliberadamente le dio un mal consejo a cambio de obtener una nueva hélice por parte de Ripslinger, por lo que se decepciona de ella y la ignora. Mientras la carrera continúa, Dusty se las arregla para llegar en primer lugar. En Shanghái, Dusty ayuda a El Chupacabra a ganarse el corazón de Carolina con una canción romántica. En la próxima carrera a través del Océano Pacífico, los secuaces de Ripslinger, Ned y Zed (los Turbo-Gemelos), bajo las órdenes de su jefe, sabotean la antena de navegación de Dusty. Perdido y con poco combustible, Dusty milagrosamente cruza el Flysenhower (refiriéndose al Eisenhower, un portaviones) que le permite llegar y volver a llenar su tanque de combustible e inclusive instalarle una nueva antena de navegación. Mientras está en el portaviones, Dusty ve un salón de la fama del escuadrón de Skipper, pero descubre que Skipper solo voló una misión, lo que contradice su reputación previa como veterano de varias batallas. Luego es forzado a dejar el portaviones para vencer una tormenta que se avecina.
Dusty se distrae de su vuelo debido a sus pensamientos sobre Skipper y es golpeado por una ola gigante en medio de la tormenta, lo que provoca que su motor se apague y se dañe con el leve contacto con el agua salada y comienza a caer en pérdida hacia océano, pero antes de chocar con el agua, Dusty rápidamente envía una la señal de Mayday a la costa antes de finalmente estrellarse en el océano, donde unas horas después termina siendo rescatado por un equipo de rescate. Inmediatamente Dusty es llevado directamente a tierra hasta México con sus amigos, donde le dan la triste noticia que debido a los daños que sufrió en el choque, ya no puede continuar en la competencia ni tampoco podrá volver a volar nunca más. Por su parte, Dusty inmediatamente confronta a Skipper a solas y este le confiesa que solo voló en una misión, Glendal Canal, donde todo su escuadrón a su mando era de novatos entrenados por él. Durante la Segunda Guerra Mundial su misión en aquel momento era inspeccionar y reportar, pero durante su patrullaje con su escuadrón estos divisaron un barco enemigo y habían decidido ir a atacarlo asumiendo que se encontraba solo, pero Skipper se niega al principio por seguir sus órdenes; sin embargo por insistencia de su escuadrón aceptó y decidieron acercarse a inspeccionar, pero ese acto irresponsable les terminó costando muy caro, ya que fueron sorpresivamente atacados por toda la Marina Imperial Japonesa y ya era demasiado tarde para apartarse. Todos los del escuadrón fueron derribados y asesinados. Después del ataque sorpresivo Skipper fue el único sobreviviente, pero hundido en la culpa y el remordimiento por lo que pasó, este nunca más pudo entrenar a otro avión ni tampoco volver a volar por los traumas que pasó. Al escuchar toda la verdad y totalmente desmoralizado y decepcionado, Dusty empieza a considerar dejar la carrera y volver a casa, pero es alentado por sus amigos: Bulldog, Ishani, El Chupacabra, Rochelle/Carolina y muchos otros de sus fanáticos y corredores recién descubiertos para que continúe en la carrera y todos donan repuestos de aviones para que Dusty pueda ser reparado.
Cambiando de opinión, totalmente reparado y con la moral restaurada, Dusty está decidido a ganar la carrera, pero Ripslinger no está dispuesto a rendirse y sigue recurriendo a los sabotajes para poder ganar. Él y sus secuaces emboscan a Dusty, pero son boicoteados por Skipper, quien superó su culpa solo para ayudar a Dusty. Cuándo trata de alcanzar a Ripslinger, Dusty supera su miedo a las alturas cuando se le agota el motor, forzándolo a tomar el viento en contra que está arriba de los cirros el cual le da una increíble velocidad supersónica. Tanto él como Ripslinger logran llegar a la línea de meta en Nueva York, Dusty baja con él motor totalmente recuperado y lo iba alcanzando y cuando Ripslinger piensa que Dusty quedó bien atrás su ego lo traiciona y se inclina para qué le tomen su fotografía. Dusty vuela sobre él y ejecutando una de las maniobras que Skipper le enseñó, esquiva a Ripslinger, toma aún más velocidad y gana la competencia, mientras Ripslinger atónito choca con algunos baños portátiles. Dusty es felicitado por sus amigos y fanes y Skipper le agradece por darle la confianza de volar de nuevo. Skipper vuelve a unirse a la marina con Dusty como su compañero y vuelan juntos, terminando la historia.

## Personajes
- Dusty Crophopper (Fumigavión en Hispanoamérica): Es un joven avión con grandes sueños. Aunque trabaja como avión de cultivos, se ve a sí mismo volando junto a sus héroes en la famosa carrera internacional. Dusty sabe que no está construido para carreras de competición pero nada le impide perseguir su sueño. Solo hay un problema: le dan miedo las alturas. Es un Air Tractor AT-502, un fumigador.
- Skipper: Es un as de la aviación y el instructor superior del estimado escuadrón Corsarios del aire (Jolly Wrenches) hasta que un incidente durante una misión de combate le apartó del frente, dejándole en tierra de por vida. En la vida real es un Chance Vought F4U Corsair, un avión de caza embarcado de la Segunda Guerra Mundial.
- Ripslinger: Con más victorias de las que puede contar y una gran cantidad de fanes, Ripslinger es el mejor en las carreras aéreas… y lo sabe. En la vida real sería un North American P-51 Mustang, un avión de caza de la Segunda Guerra Mundial.
- Bravo y Echo: Son auténticos ases de la aviación, con increíbles capacidades aéreas, y multitud de misiones a sus espaldas. Además son Boeing F/A-18 Super Hornet, aviones embarcados modernos.
- Chug: Es un camión de combustible que trabaja duro junto a Dottie como copropietario de la estación de servicio Fill’n Fly. Es una GMC Vintage.

## Reparto
- Dane Cook como Dusty Crophopper/Fumigavión.[7][8]
- Stacy Keach como Capitán Skipper Riley, un Chance Vought F4U Corsair.[9]
- Priyanka Chopra como Ishani.[10]
- Brad Garrett como Chug, un camión de combustible.[9]
- Teri Hatcher como Dottie, una carretilla elevadora.[9]
- Cedric the Entertainer como Leadbottom, un biplano.[9]
- Julia Louis-Dreyfus como Rochelle/Carolina.[9]
- John Cleese como Bulldog.[11]
- Carlos Alazraqui como El Chupacabra.[12][13]
- Roger Craig Smith como Ripslinger, rival de Dusty.[14][9]
- Gabriel Iglesias como Ned y Zed.[9]
- Val Kilmer como Bravo.[9]
- Anthony Edwards como Echo.[9]
- Colin Cowherd como Colin Cubierta, un dirigible no rígido.[9]
- Simbad como Roper, una carretilla elevadora.[9]
- Oliver Kalkofe como Franz, un minicar alemán.[11]
- David Croft como Crofty Lofty.
- Brent Musburger como Brent Mustangburger, un Ford Mustang de 1964.[11]

## Doblaje
| Personaje                                       | Actor original         | Actor de doblaje (España) | Actor de doblaje (Hispanoamérica) |
| ----------------------------------------------- | ---------------------- | ------------------------- | --------------------------------- |
| Dusty Crophopper (Fumigavión en Hispanoamérica) | Dane Cook              | Eduardo Del Hoyo          | Edson Matus                       |
| Skipper                                         | Stacy Keach            | Miguel Zúñiga             | Armando Réndiz                    |
| Dottie                                          | Teri Hatcher           | María Antonia Rodríguez   | Gabriela Vega                     |
| Bulldog                                         | John Cleese            | Víctor Agramunt           | Jaime Vega                        |
| Chug                                            | Brad Garrett           | Vicente Gil               | Rubén Moya                        |
| El Chupacabra                                   | Carlos Alazraqui       | Salvador Aldeguer         | Ariel Miramontes                  |
| Carolina (Rochelle en España)                   | Julia Louis-Dreyfus    | Beatriz Berciano          | Ivete Sangalo                     |
| Ripslinger                                      | Roger Craig Smith      | Alejandro "Peyo" García   | Óscar Bonfiglio                   |
| Ishani                                          | Priyanka Chopra        | Danai Querol              | Romina Marroquín Payró            |
| Echo                                            | Anthony Edwards        | Eduardo Bosch             | Octavio Rojas                     |
| Brent Mustangburger                             | Brent Musburger        | Luis Mas                  | Gonzalo Bonadeo                   |
| Leadbottom                                      | Cedric the Entertainer | Juan Fernández Mejías     | Pedro D'Aguillon Jr.              |
| Bravo                                           | Val Kilmer             | Roberto Encinas           | Enrique Cervantes                 |
| Roper                                           | Sinbad                 | José Escobosa             | Óscar Flores                      |
| Ned                                             | Gabriel Iglesias       | Juan Logar Jr.            | Víctor Ugarte                     |
| Sparky                                          | Danny Mann             | Rafa Romero               | Ricardo Mendoza                   |
| Franz                                           | Oliver Kalkofe         | Juan Antonio Castro       | Idzi Dutikiewicz                  |
| Fliegenhozen                                    | Oliver Kalkofe         | Pedro Tena                | Idzi Dutikiewicz                  |

## Producción
A pesar de que Pixar no produjo la película, John Lasseter, siendo director creativo tanto de Pixar y Walt Disney Studios además de ser el director de Cars y Cars 2, fue uno de los productores.
El 20 de agosto de 2011 en la Expo D23 se anunció que Jon Cryer sería la voz del protagonista Dusty. Sin embargo, Cryer más tarde abandonó la producción y fue remplazado por Dane Cook. Una versión modificada del tráiler de la película (con la voz de Cook en lugar de la de Cryer) fue lanzado el 27 de febrero de 2013.

## Videojuego
Disney Interactive Studios, Inc. lanzó Planes, el videojuego basado en la película, el 6 de agosto de 2013 en formato: Nintendo DS, Nintendo 3DS, Wii y Wii U.